# Yang Hyun-Mo
Yang Hyun-Mo (Seúl, Corea del Sur, 23 de marzo de 1971) es un deportista surcoreano retirado especialista en lucha libre olímpica donde llegó a ser subcampeón olímpico en Atlanta 1996.

## Carrera deportiva
En los Juegos Olímpicos de 1996 celebrados en Atlanta ganó la medalla de plata en lucha libre olímpica de pesos de hasta 82 kg, tras el luchador ruso Khadzhimurad Magomedov (oro) y por delante del iraní Amir Reza Khadem (bronce).